# Xanthorhoe neapolisata
Xanthorhoe neapolisata är en fjärilsart som beskrevs av Milliére 1887. Xanthorhoe neapolisata ingår i släktet Xanthorhoe och familjen mätare. Inga underarter finns listade i Catalogue of Life.